# Độ trải giữa
Độ trải giữa (còn gọi là khoảng tứ phân vị) là một đại lượng số đo lường mức độ phân tán của tập dữ liệu. Đại lượng này được tính ra bằng cách lấy giá trị tứ phân vị thứ ba trừ đi giá trị tứ phân vị thứ nhất.
Nhược điểm của đại lượng độ trải giữa trong việc đo lường mức độ phân tán của tập dữ liệu là nó không phản ánh tốt được độ biến thiên bên trong của tập dữ liệu.